# Отвил Лон
Отвил Лон (фр. Hauteville-Lompnes) је насељено место у Француској у региону Рона-Алпи, у департману Ен (Рона-Алпи).
По подацима из 2011. године у општини је живело 3971 становника, а густина насељености је износила 78,88 становника/km².

## Демографија
| 1962. | 1968. | 1975. | 1982. | 1990. | 2011. |
| ----- | ----- | ----- | ----- | ----- | ----- |
| 3.806 | 3.841 | 4.083 | 3.597 | 3.895 | 3.971 |